# Reserva privada Santa Teresa
La reserva privada Santa Teresa es un área natural protegida ubicada en cercanías de la localidad de Piedra del Águila, en el departamento Collón Curá, en el este de la provincia del Neuquén, en la Patagonia argentina.
Abarca una superficie de 75 000 ha correspondientes a las ecorregiones monte de llanuras y mesetas y estepa Patagónica.
Fue creada en el año 2005 a partir de un acuerdo privado entre los propietarios de las tierras y la Fundación Vida Silvestre Argentina, con el objetivo de proteger las características naturales propias del lugar y simultáneamente desarrollar actividades económicas productivas sustentables y compatibles con la preservación del medio ambiente.

## Flora y fauna
Las zonas dominadas por el ambiente estepario presentan la cobertura vegetal característica, representada por especies como el chupasangre (Maihuenia patagonica), el neneo (Mulinum spinosum), el llaollín (Lycium chilense) y pastizales de los géneros Stipa y Festuca. En algunas zonas aparecen ejemplares de molles (Schinus johnstonii) que alternan con jarillares de varias especies de Larrea, coirones plumas (Stipa neaei) y blancos (Festuca pallescens) y maitenes (Maytenus boaria), entre otras especies.
La fauna incluye guanacos (Lama guanicoe); zorros grises (Lycalopex gymnocercus) y colorados (Lycalopex culpaeus); gatos de pajonal (Leopardus pajeros) y monteses (Oncifelis geoffroyi); vizcachas comunes (Lagostomus maximus) y serranas (Lagidium viscacia); coipos (Myocastor coypus); hurones chicos (Galictis cuja) y zorrinos (Conepatus chinga).

La región incluye una gran diversidad de aves. A poca distancia y en la zona del área protegida, se han avistado ejemplares de aguilucho común (Geranoaetus polyosoma), águila mora (Geranoaetus melanoleucus), halcón plomizo (Falco femoralis), codorniz californiana (Callipepla californica), torcaza común (Zenaida auriculata), loro barranquero (Cyanoliseus patagonus), coludito cola negra (Leptasthenura aegithaloides), zorzal patagónico (Turdus falcklandii) y jilguero dorado (Sicalis flaveola), entre otras.

## Ganadería sustentable
La Fundación Vida Silvestre Argentina en coordinación con un equipo de la Facultad de Agronomía de la Universidad de Buenos Aires desarrollaron una serie de estrategias tendientes a optimizar la actividad ganadera en condiciones sustentables. Estas estrategias están contenidas en un plan general de manejo que implica un relevamiento de los pastizales naturales de las distintas parcelas, el cálculo adecuado de la cantidad de animales y la rotación del ganado en las diferentes parcelas, de modo de impedir el agotamiento del ecosistema y posibilitar la recuperación de la flora, con los consecuentes beneficios que estas prácticas representan para la fauna silvestre.